# Bani Hushaysh (huyện)
Huyện Bani Hushaysh là một huyện thuộc tỉnh San`a', Yemen. Đến thời điểm năm 2003, huyện này có dân số 73957 người